# Wały Jagiellońskie (kabaret)
Wały Jagiellońskie (pełna nazwa Okolicznościowo-Rozrywkowy Syndykat „Wały Jagiellońskie”) – polski zespół muzyczny oraz kabaret, powstały w 1977 roku i działający przez całe lata 80. Wały Jagiellońskie w tekstach swoich piosenek opisywały ironicznie, niekiedy refleksyjnie, rzeczywistość czasów PRL-u, z całą jego tandetą i siermiężnością. Do największych przebojów grupy zalicza się utwory „Monika dziewczyna ratownika”, „Córka rybaka” i „Wars wita”.

## Historia
Grupa powstała na początku 1977 roku w Gdańsku, zaczerpując swą nazwę od jednej z gdańskich ulic, przy której mieścił się studencki Klub Żak, będący początkowo siedzibą zespołu. Wały powstały w grupie przyjaciół, którzy spotykali się i wzajemnie wspomagali na różnych festiwalach studenckich. Pierwszy skład tworzyli: Grzegorz Bukała – śpiew, gitara, Rudolf Schuberth – śpiew, gitara, Adam Drąg – śpiew, gitara, Stanisław Wawrykiewicz – śpiew, gitara, Michał Jaczewski – banjo, Zbigniew Deinrych – kongi, Wojciech Laskowski – gitara, Michał Mołdawa – klarnet, Paweł Tiunin – kontrabas oraz Andrzej Pawlukiewicz – fortepian, kierownik muzyczny. W maju 1978 roku zespół zdobył główną nagrodę na Festiwalu Piosenki Studenckiej w Krakowie za piosenkę „Wariacje na temat skrzypka Hercowicza” w wykonaniu Grzegorza Bukały oraz wyróżnienie dla Rudiego Schuberta. W czerwcu 1978 zdobył Nagrodę Dziennikarzy na festiwalu w Opolu, zaś w sierpniu zaprezentował koncert towarzyszący festiwalowi w Sopocie.
W latach późniejszych skład instrumentalny zespołu tworzyli głównie muzycy jazzowi, m.in. Ryszard Styła – gitara, Tadeusz Leśniak – instrumenty klawiszowe, Zbigniew Seroka – gitara, Marek Patrzałek – gitara basowa, Wojciech Cichocki – perkusja, Paweł Ścierański – gitara, Wacław Juszczyszyn – gitara. W 1989 roku z zespołu odszedł Grzegorz Bukała, a grupa w zmienionym składzie występowała jeszcze w 1990 roku (m.in. na Festiwalu Piosenki Żołnierskiej w Kołobrzegu). Po czym zawiesiła działalność.
21 czerwca 2001 Wały Jagiellońskie wystąpiły w starym i nowym składzie (łącznie 13 osób, choć bez Grzegorza Bukały) na koncercie w Teatrze Leśnym w Gdańsku.
W lipcu 2008 podczas programu Jak oni śpiewają Rudi Schuberth zapowiedział reaktywację Wałów Jagiellońskich pod nazwą Rudi Schuberth i Wały Jagiellońskie.
30 lipca 2008 r. Rudi Schuberth oficjalnie reaktywował zespół pod nazwą Rudi Schuberth i Wały Jagiellońskie. Aktualny skład: Rudi Schuberth (lider) – wokal, Andrzej Pawlukiewicz – instrumenty klawiszowe, Zbigniew Seroka – gitara, Tadeusz Leśniak – instrumenty klawiszowe, Wojciech Bobrowski – gitara, Artur Malik – instrumenty perkusyjne.

## Dyskografia

### Albumy
- 1981: Etykieta zastępcza
- 1983: Kukuła disco
- 1985: Dziękujemy za umożliwienie
- 1987: O.R.S. Wały Jagiellońskie
- 1988: 1978–1988 „Okolicznościowy-rozrywkowy Syndykat”

### Single
- 1979: „Tylko mi ciebie brak”
- 1982: „Wariacje na temat skrzypka Hercowicza”
- 1985: „Zestaw włoski”
- 1986: „Raczej optymistycznie”
- 1986: „Tango Mexico”
- 1986: „Trynidad Tobago”